# Alex Nwosu
Alex Nwosu – nigeryjski piłkarz grający na pozycji napastnika. W swojej karierze rozegrał 1 mecz w reprezentacji Nigerii.

## Kariera klubowa
W swojej karierze piłkarskiej Nwosu grał w klubie Enugu Rangers.

## Kariera reprezentacyjna
W 1976 roku Nwosu został powołany do reprezentacji Nigerii na Puchar Narodów Afryki 1976. Zagrał w nim w jednym meczu fazy finałowej, z Egiptem (3:2). Z Nigerią zajął 3. miejsce w tym turnieju. Mecz z Egiptem był zarazem jego jedynym rozegranym w kadrze narodowej.